# Wyżni Rumanowy Przechód
Wyżni Rumanowy Przechód (ok. 2290 m) – przechód w prawym filarze Rumanowego Szczytu w Dolinie Kaczej w słowackich Tatrach Wysokich. Znajduje się pomiędzy szczytową bryłą jego skrajnego, północno-zachodniego wierzchołka a górną częścią jego filara. Po prawej stronie (patrząc od dołu) znajduje się Żleb Stanisławskiego, po lewej Rumanowe Koryto. Nie jest to jednak przechód w ścisłym taternickim rozumieniu tego słowa, czyli miejsce w grani, którym można przejść na obydwie jej strony. Na Wyżni Rumanowy Przechód można dostać się tylko z lewej strony, z kociołka w najwyższej części Rumanowego Koryta. Wejście prowadzi stromym i piarżystym zachodem. W prawo, do Żlebu Stanisławskiego zjazd na linie.
Nazwę przełączki utworzył Władysław Cywiński w 2011 r.

## Drogi wspinaczkowe
1. Rumanowym Korytem i ścianą szczytową. V w skali tatrzańskiej, przejście żebrem ściany czołowej powyżej przechodu VI. Czas przejścia 8 godz.
2. Prawym filarem z ominięciem ściany Rumanowego Mnicha; III, w górnej części IV, czas przejścia 5 godz.
3. Środkowym filarem; dolna część III, górna IV, 7 godz.
4. Prawym filarem; na filarze II, na dojściu do filara od II do V (w zależności od wariantu), czas przejścia 5–9 godz.
5. Prawą częścią ściany Rumanowego Mnicha; V, A2, 2 dni
6. Drogą pierwszych zdobywców; V, 7 godz. Przebieg drogi to raczej zgadywanka z powodu niejasnego opisu[1].